# Estreito de Carquinez

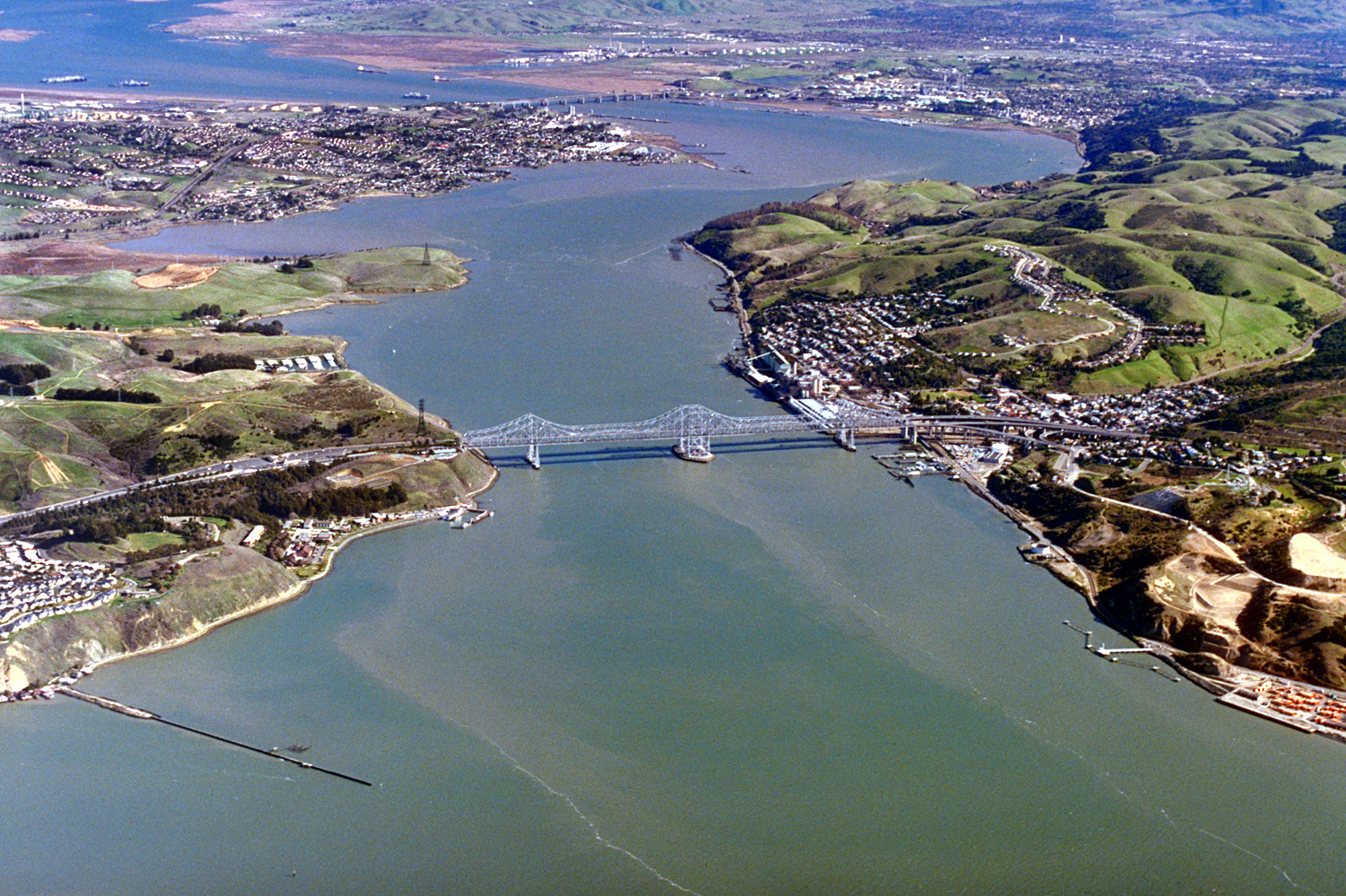
Estreito de Carquinez

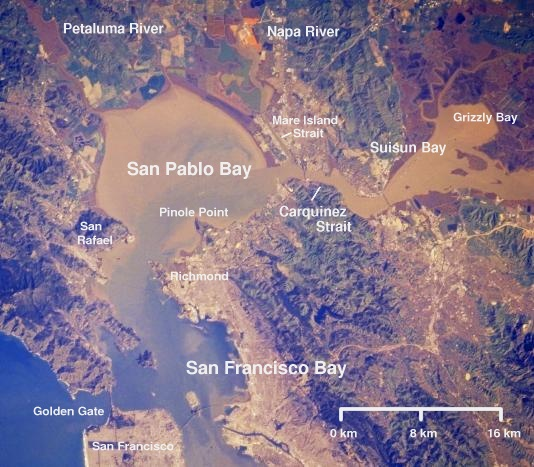

O estreito de Carquinez (em inglês:  Carquinez Strait) é um estreito situado no norte da Califórnia, Estados Unidos. Faz parte do esteiro dos rios Sacramento e San Joaquin que drenam para a baía de São Francisco.
O estreito liga a baía de Suisun, que recebe as águas desses rios, com a baía de São Paulo, uma extensão a norte da baía de São Francisco. Limita a fronteira entre os condados de Solano (a norte) e Contra Costa (a sul), e está aproximadamente a 25 km de Oakland. As cidades de Benicia e de Vallejo situam-se no lado norte do estreito, enquanto que Martinez está na costa sul. Duas pontes cruzam o estreito: a ponte de Carquinez e a ponte de Benicia-Martinez. A cala é funda e navegável por navios comerciais e militares. 